# Aphonopelma platnicki
Aphonopelma platnicki là một loài nhện trong họ Theraphosidae.
Loài này thuộc chi Aphonopelma. Aphonopelma platnicki được miêu tả năm 1995 bởi Smith.